# Amata atavistica
Amata atavistica là một loài bướm đêm thuộc phân họ Arctiinae, họ Erebidae.